# Spartina alterniflora
Espèce
Classification phylogénétique
Spartine à feuilles alternes, Spartine alterniflore
Spartina alterniflora, la spartine à feuilles alternes, est une espèce de plante à fleurs de la famille des Poaceae, de la sous-famille des Chloridoideae, originaire de la côte est des États-Unis. C'est une plante envahissante en Europe et en Chine (Shanghai).

## Description
La spartine à feuilles alternes, pousse un peu comme du chiendent, faisant 40 à 50 cm de haut au stade feuillu, et jusqu'à 1 m en floraison.

## Espèce envahissante
Spartina alterniflora aurait été introduite en 1836 dans le port de Southampton en Angleterre.

## Écologie
La Spartine à feuilles alternes colonise les zones littorales vaseuses au niveau de l'estran, le slikke. Elle supporte l'immersion quotidienne et se développe en cercle, par ses rhizomes.
Ses peuplements denses monospécifiques modifient radicalement le biotope. Dans la rade de Brest, elle menace de disparition la Petite statice (Limonium humile).

## Hybridation
Spartina alterniflora s'hybride avec l'espèce européenne, la Spartine maritime, Spartina maritima, pour former un hybride Spartina ×townsendii plus résistant. De plus, Spartina ×townsendii a produit par doublement chromosomique une nouvelle forme nommée Spartina anglica dont la vitalité met en péril la biodiversité des sites qu'elle colonise.

## Utilisation
Aux États-Unis, elle est utilisée en phytoremédiation.